# Peter Bucher (Politiker, Nidwalden)
Peter Bucher (* 2. Januar 1820 in Buochs; † 18. November 1910 ebenda) war ein Schweizer Politiker. Von 1877 bis 1901 gehörte er als Vertreter der Konservativen dem Regierungsrat des Kantons Nidwalden an.

## Leben
Peter Bucher wurde als Sohn des Landwirts Alois Bucher und der Katharina Scheuber auf dem Hof Unter Stigli in Buochs geboren. Nach der Schule zog es ihn zum Militär, wo er es bis zum Rang eines Hauptmanns brachte. Er beteiligte sich bei der Bekämpfung der Freischaren in den Freischarenzügen und als Offizier auf Seiten des Sonderbunds beim Sonderbundskrieg 1847. Bucher kaufte Nachbarhöfe (Linden und Lohren) auf und wurde zum grössten Landbesitzer von Buochs.
Auf Gemeindeebene war Peter Bucher zwischen 1850 und 1877 Mitglied des Gemeinderats von Buochs. In diesem Amt war er zeitweise Vizepräsident des Gemeinderats. Zwischen 1850 und 1910 war Bucher insgesamt 41 Jahre Mitglied des Kirchenrats von Buochs. Bucher war im Lauf der Jahre Dorfvogt, Genossenvogt, Präsident des Armenrats und Mitglied im Vermittlungsgericht.
Auf kantonaler Ebene begann Peter Buchers Karriere ebenfalls 1850, als er Ratsherr im Landrat wurde und Parlamentsmitglied blieb bis zu seiner Wahl in den Regierungsrat. Die Landsgemeinde von 1877 wählte ihn in den Regierungsrat. Er blieb Mitglied der Kantonsregierung bis ins Jahr 1901. 1877 wurde Bucher Präsident der Anschlagskommission und Mitglied (ab 1883 Präsident) der Güterschatzungskommission, im Jahr 1883 Präsident der Forstkommission und 1890 Landschätzer. Im Jahr 1902 zog er weitgehend von seinen politischen Ämtern zurück.
Peter Bucher heiratete am 8. November 1858 Anna Schriber. Aus dieser Ehe stammen acht Kinder (sechs Söhne und zwei Töchter). Ein Sohn und eine Tochter starben im Kindesalter. Sein ältester Sohn Alois Bucher war Regierungsrat und Landratspräsident und sein dritter Sohn Eduard Bucher Regierungsrat und Oberrichter. 

## Quelle
- Neues Stammbuch. Band V, Bucher, 4 (A.) (Seite 7).